# Dmitrij Suchorukow
Dmitrij Siemionowicz Suchorukow (ros. Дми́трий Семёнович Сухору́ков; ur. 2 listopada 1922 we wsi Biełyj Kołodieź w guberni kurskiej (obecnie w obwodzie biełgorodzkim), zm. 8 lipca 2003 w Moskwie) – radziecki dowódca wojskowy, generał armii, dowódca Wojsk Powietrznodesantowych ZSRR (1979–1987).

## Życiorys
Pochodził z rodziny chłopskiej, która w 1929 została przymusowo przesiedlona do obwodu wołogodzkiego.
W 1939 wcielony do Armii Czerwonej, w sierpniu 1941 ukończył Wojskową Szkołę Inżynieryjną w Leningradzie, później wraz ze szkołą został ewakuowany do Kostromy i mianowany dowódcą plutonu szkolnego, a w 1943 kompanii szkolnej. Od maja 1943 dowódca kompanii saperskiej w 332 Gwardyjskim Pułku Strzeleckim 104 Gwardyjskiej Dywizji Strzeleckiej w ramach Moskiewskiego Okręgu Wojskowego, w lutym 1945 przybył na front w składzie pułku jako adiutant batalionu powietrznodesantowego (później strzeleckiego), w szeregach 104 Gwardyjskiej Dywizji Strzeleckiej 9 Gwardyjskiej Armii w składzie 3. i 2 Frontu Ukraińskiego. Brał udział w operacji wiedeńskiej i operacji praskiej. W marcu 1945 został ranny, ale szybko wrócił na front. Wojnę zakończył na terenie Czechosłowacji.
Od 1945 w składzie wojsk ZSRR stacjonujących na Węgrzech, później w Estonii, w mieście Ostrow k. Pskowa, w Gaižiūnai na Litwie, zastępca dowódcy i dowódca spadochronowo-desantowego batalionu w 7 Gwardyjskiej Dywizji Powietrznodesantowej, od 1955 zastępca dowódcy pułku spadochronowo-desantowego.
W 1958 ukończył Akademię Wojskową im. Frunzego w Moskwie ze złotym medalem, po czym został dowódcą 108 Gwardyjskiego Pułku spadochronowo-desantowego w 7 Gwardyjskiej Dywizji Powietrznodesantowej z siedzibą w Kownie. Od sierpnia 1961 szef sztabu i zastępca dowódcy 7 Gwardyjskiej Dywizji Powietrznodesantowej, od września 1962 dowódca 98. Gwardyjskiej Dywizji Powietrznodesantowej w Biełogorsku w obwodzie amurskim. Od marca 1966 w wojskach lądowych, zastępca dowódcy, a od lipca 1968 dowódca 2 Korpusu Armijnego na Sachalinie, w 1968 ukończył wyższe kursy akademickie Akademii Sztabu Generalnego im. Woroszyłowa, od grudnia 1969 I zastępca dowódcy Wojsk Powietrznodesantowych ZSRR, od grudnia 1971 ponownie w wojskach lądowych, dowódca 11 Gwardyjskiej Armii w Nadbałtyckim Okręgu Wojskowym, od marca 1974 I zastępca dowódcy wojsk Zakaukaskiego Okręgu Wojskowego, od XI 1976 dowódca Centralnej Grupy Wojsk stacjonującej w Czechosłowacji. W 1977 mianowany generałem-pułkownikiem. Od 1979 do lipca 1987 dowódca Wojsk Powietrznodesantowych ZSRR, na tym stanowisku brał udział w interwencji w Afganistanie. Planował i dowodził wojskami w operacjach bojowych. 16 XII 1982 mianowany generałem armii. OD VII 1987 do VIII 1990 szef Głównego Zarządu Kadr Ministerstwa Obrony ZSRR - zastępca ministra obrony ds. kadr. Od 1990 w Grupie Generalnych Inspektorów Ministerstwa Obrony ZSRR i w dyspozycji ministra obrony ZSRR. Deputowany do Rady Najwyższej ZSRR X i XI kadencji. 1989 wybrany ludowym deputowanym ZSRR, 1990 zrezygnował z mandatu. Autor wspomnień.

## Odznaczenia
- Order „Za zasługi dla Ojczyzny” IV klasy
- Order Honoru
- Order Lenina (dwukrotnie)
- Order Rewolucji Październikowej
- Order Czerwonego Sztandaru (dwukrotnie)
- Order Kutuzowa I klasy
- Order Wojny Ojczyźnianej I klasy
- Order Wojny Ojczyźnianej II klasy
- Order Czerwonej Gwiazdy
- Order „Za służbę Ojczyźnie w Siłach Zbrojnych ZSRR” III klasy
- Medal „Za zasługi bojowe”
- Order Lwa Białego I klasy (Czechosłowacja)